# 18979 Henryfong
18979 Henryfong è un asteroide della fascia principale. Scoperto nel 2000, presenta un'orbita caratterizzata da un semiasse maggiore pari a 2,6024489 UA e da un'eccentricità di 0,0259403, inclinata di 3,78317° rispetto all'eclittica.